# Washington Redskins 1996
La stagione 1996 dei Washington Redskins è stata la 65ª della franchigia nella National Football League e la 60ª a Washington. La squadra divenne la prima nella storia a partire con un record di 7-1 e a non raggiungere i playoff (eguagliata in seguito dai Chicago Bears nel 2012). Anche se i Redskins ebbero l'ottava miglior difesa della lega, quell'anno concessero 2.275 yard su corsa, il peggior risultato della NFL.

## Roster
| Roster dei Washington Redskins nel 1996 |
| --- |
| Quarterback - 12 Gus Frerotte - 10 Trent Green - 5 Heath Shuler Running Back - 21 Terry Allen - 35 William Bell - 47 Larry Bowie FB - 48 Stephen Davis - 20 Marc Logan FB - 30 Brian Mitchell Wide Receiver - 83 Flipper Anderson - 80 Bill Brooks - 85 Henry Ellard - 86 Leslie Shepherd - 82 Michael Westbrook Tight End - 84 Jamie Asher - 89 Scott Galbraith - 88 James Jenkins Offensive Linemen - 75 Bob Dahl G - 77 Tre' Johnson G - 64 Trevor Matich C - 68 Joe Patton T - 67 Shar Pourdanesh T - 59 Chris Sedoris C - 76 Ed Simmons T - 55 Jeff Uhlenhake C Defensive Linemen - 93 Marc Boutte DT - 91 Jeff Cross DE - 95 William Gaines DT - 94 Sean Gilbert DT - 78 Ryan Kuehl DT - 92 Dexter Nottage DE - 96 Rich Owens DE - 97 Sterling Palmer DE - 98 Tony Woods DE Linebacker - 58 Patrise Alexander - 50 Darrick Brownlow - 54 Alcides Catanho OLB - 57 Ken Harvey - 53 Marvcus Patton - 99 Rod Stephens MLB Defensive Back - 25 Tom Carter CB - 35 Leomont Evans - 28 Darrell Green CB - 38 Darryl Morrison FS - 22 Eric Sutton - 27 Keith Taylor SS - 29 Scott Turner CB - 45 Brian Walker Special Team - 16 Scott Blanton K - 1 Matt Turk P Lista delle riserve - 26 Muhammad Oliver CB (IR) - 52 Cory Raymer C (IR) - 70 Kelvin Kinney DE (IR) - 71 Matt Reem T (IR) - 74 Brian Thure T (IR) - 91 Matt Vanderbeek LB (IR) |
| Legenda - I rookie sono in corsivo. - Il primo ruolo è il principale mentre gli eventuali successivi indicano i ruoli secondari. - (IR) sta per Injured Reserve ed indica la lista ristretta per un solo giocatore infortunato che può tornare ad allenarsi dopo la settimana 6 e a rientrare in prima squadra dopo che questa ha giocato 8 partite. - (NF-Inj.) / (NF-Ill.) stanno rispettivamente per Non-Football Injured e Non-Football Illness ed indicano le liste dove viene inserito un giocatore che ha un infortunio o una malattia non dipendente dal football americano. - (PUP) sta per Physically Unable to Perform ed indica la lista dove viene inserito un giocatore mentre è in attesa di recuperare la condizione fisica. Nella stagione regolare dopo la sesta partita giocata dalla propria squadra, il giocatore ha tempo tre settimane per riprendere ad allenarsi, più tre settimane aggiuntive dal suo rientro agli allenamenti per rientrare in prima squadra. |

## Calendario
| Stagione regolare |                    |                         |                    |                    |                                    |                    |
| Turno             | Data               | Avversario              | Risultato          | Record             | Stadio                             | Pubblico           |
| 1                 | 1 settembre        | Philadelphia Eagles     | S 14–17            | 0–1                | Robert F. Kennedy Memorial Stadium | 53,415             |
| 2                 | 8 settembre        | Chicago Bears           | V 10–3             | 1–1                | Robert F. Kennedy Memorial Stadium | 52,711             |
| 3                 | 15 settembre       | at New York Giants      | V 31–10            | 2–1                | Giants Stadium                     | 71,693             |
| 4                 | 22 settembre       | at St. Louis Rams       | V 17–10            | 3–1                | Trans World Dome                   | 62,303             |
| 5                 | 29 settembre       | New York Jets           | V 31–16            | 4–1                | Robert F. Kennedy Memorial Stadium | 52,068             |
| 6                 | Settimana di pausa | Settimana di pausa      | Settimana di pausa | Settimana di pausa | Settimana di pausa                 | Settimana di pausa |
| 7                 | 13 ottobre         | at New England Patriots | V 27–22            | 5–1                | Foxboro Stadium                    | 59,638             |
| 8                 | 20 ottobre         | New York Giants         | V 31–21            | 6–1                | Robert F. Kennedy Memorial Stadium | 52,684             |
| 9                 | 27 ottobre         | Indianapolis Colts      | V 31–16            | 7–1                | Robert F. Kennedy Memorial Stadium | 54,254             |
| 10                | 3 novembre         | at Buffalo Bills        | S 38–13            | 7–2                | Rich Stadium                       | 78,002             |
| 11                | 10 novembre        | Arizona Cardinals       | S 37–34 (dts)      | 7–3                | Robert F. Kennedy Memorial Stadium | 51,929             |
| 12                | 17 novembre        | at Philadelphia Eagles  | V 26–21            | 8–3                | Veterans Stadium                   | 66,834             |
| 13                | 24 novembre        | San Francisco 49ers     | S 19–16            | 8–4                | Robert F. Kennedy Memorial Stadium | 54,235             |
| 14                | 28 novembre        | at Dallas Cowboys       | S 21–10            | 8–5                | Texas Stadium                      | 64,955             |
| 15                | 8 dicembre         | at Tampa Bay Buccaneers | S 24–10            | 8–6                | Houlihan's Stadium                 | 44,733             |
| 16                | 15 dicembre        | at Arizona Cardinals    | S 27–26            | 8–7                | Sun Devil Stadium                  | 34,260             |
| 17                | 22 dicembre        | Dallas Cowboys          | V 37–10            | 9–7                | Robert F. Kennedy Memorial Stadium | 56,454             |

## Classifiche
| NFC East                |    |    |   |      |     |     |     |
|                         | V  | S  | P | %    | PF  | PS  | STR |
| (3) Dallas Cowboys      | 10 | 6  | 0 | .625 | 286 | 250 | S1  |
| (5) Philadelphia Eagles | 10 | 6  | 0 | .625 | 363 | 341 | V2  |
| Washington Redskins     | 9  | 7  | 0 | .563 | 364 | 312 | V1  |
| Arizona Cardinals       | 7  | 9  | 0 | .438 | 300 | 397 | S1  |
| New York Giants         | 6  | 10 | 0 | .375 | 242 | 297 | S2  |